# Јужноруска Овчарка
Јужноруска овчарка или јужноруски овчар (ру. Южнорусская овчарка) је раса паса чувара стада. 
Врста је настала у областима Руског царства и Совјетског Савеза које су сада Украјина и јужна Русија, а сматра се да је настао кроз укрштање локалних паса из руских степа и дугодлаких овчарских паса доведених у то подручје из Шпаније током касног осамнаестог века. Ти пси су по изгледу могли бити слични данашњем Каталонским овчарима.

## Историја
Сматра се да јужноруска овчарка потиче од укрштања локалних паса – и чувара стада и паса – руских степа и дугодлаких овчарских паса који су доведени у ово подручје из Шпаније крајем осамнаестог века заједно са мерино овцама. Ови шпански пси су можда били слични по изгледу данашњем Каталонском овчару. Укрштени пас овог јужноруског типа освојио је златну медаљу на Exposition Universelle 1867. године у Паризу.
Велики део селективног узгоја и развоја ове расе одвијао се почетком двадесетог века, на имањима Friedrich von Falz-Fein у Асканији-Нови, сада у Херсонској области, Украјина. Стандард расе је одобрен почетком 1930-их.
Међународна кинолошка федерација је уврстила расу 30. септембра 1983. као Јужноруску овчарку или јужноруског овчара.
Раса је забрањена у Данској.

## Особине
У питању је велики пас: није нижи од 66 cm и тежи најмање 35 kg; женке су око 4 cm мање и 5 kg лакше. Неки пси ове расе су веома велики, са тежином до 75 kg.
Глава им је дуга и клинастог је облика; уши су троугластог облика. Длака им је дуга, груба и густа. Може бити чисто бела, сива или боје бледе слоноваче; или бела са нијансама жуте, или бела са мрљама сиве или нијанса боје пшенице.